# Testudomyces
Testudomyces är ett släkte av svampar. Testudomyces ingår i familjen Gymnoascaceae, ordningen Onygenales, klassen Eurotiomycetes, divisionen sporsäcksvampar och riket svampar.
|              | Pseudoarachniotus                         |
|              |                                           |
|              | Gymnoascus                                |
|              |                                           |
|              | Arachniotus                               |
|              |                                           |
|              | Kraurogymnocarpa                          |
|              |                                           |
|              | Gymnascella                               |
|              |                                           |
|              | Petalosporus                              |
|              |                                           |
|              | Acanthogymnomyces                         |
|              |                                           |
| Testudomyces | \| \| Testudomyces verrucosus \| \| \| \| |
|              | \| \| Testudomyces verrucosus \| \| \| \| |
|              | Amaurascopsis                             |
|              |                                           |
|              | Actinodendron                             |
|              |                                           |
|              | Leucothecium                              |
|              |                                           |
|              | Oncocladium                               |
|              |                                           |
|              | Orromyces                                 |
|              |                                           |
|              | Acitheca                                  |
|              |                                           |
|              | Testudomyces verrucosus                   |
|              |                                           |

|  | Testudomyces verrucosus |
|  |                         |